# Парламентские выборы в Лаосе (1965)
Парламентские выборы 1965 года в Лаосе состоялись 18 июля. В выборах участвовало 4 политических партии. Победу одержал «Южный блок», который получил 15 из 59 мест в Национальном собрании.

## Результаты выборов
| Партия                      | Число голосов | %   | Мест в Национальном собрании |
| --------------------------- | ------------- | --- | ---------------------------- |
| Южный блок                  |               | 26  | 15                           |
| Нейтралистская партия Лаоса |               | 24  | 14                           |
| Молодёжное движение Лаоса   |               | 20  | 12                           |
| Вьентьянская группа         |               | 15  | 9                            |
| Независимые                 |               | 15  | 9                            |
| Признано недействительными  |               | -   | -                            |
| Всего                       |               | 100 | 59                           |
| Источники: Nohlen и др.     |               |     |                              |